# روبرت هولي
روبرت وليام هولي (بالإنجليزية: Robert W. Holley)‏ كان عالم كيمياء حيوية أمريكي (28 يناير 1922 - 11 فبراير 1993)، تحصل على  جائزة نوبل في الطب لعام 1968 مشاركة مع هار غوبند خورانا ومارشال نيرنبرغ وذلك لأبحاثهم التي ألقت الضوء على المكونات الوراثية المسئولة عن تنظيم عملية تخليق البروتينات في نواة الخلية.

## مولده ودراسته الأولى
ولد هولي في إربانا (بالإنجليزية: Urbana)‏ بولاية إلينوي الأمريكية سنة 1922 وكان واحداً من أربعة أبناء لأبويه المعلمين. التحق بالمدارس العامة بولايات إلينوي وكاليفورنيا وإيداهو، وبعد حصوله على الشهادة الثانوية من مدرسة إربانا الثانوية سنة 1938 درس الكيمياء في جامعة إلينوي حيث حصل على درجة البكالوريوس فيها سنة 1942.

## دراسته العليا وأبحاثه وتدرجه الأكاديمي
بعد حصوله على البكالوريوس انتقل هولي إلى جامعة كورنيل لاستكمال دراساته العليا حيث حصل على درجة دكتوراه الفلسفة في الكيمياء العضوية سنة 1947 بعد أن توقفت أعماله البحثية لفترة من الزمن أثناء الحرب العالمية الثانية. وكان هولي قد عمل لمدة عامين (1944-1946) مع البروفيسور فنسانت دو فينيو (بالفرنسية: Vincent du Vigneaud)‏ (الحائز على  جائزة نوبل في الكيمياء لعام 1955) وذلك بمدرسة الطب التابعة لجامعة كورنيل حيث شارك البروفيسور فينيو في أول عملية لتخليق البنسلين كيميائياً.
بعد حصوله على الدكتوراه التحق هولي بزمالة ما بعد الدكتوراه (بالإنجليزية: Postdoctoral Fellowship)‏ بالجمعية الكيميائية الأمريكية تحت إشراف البروفيسور كارل ستيفنس (بالإنجليزية: Carl M. Stevens)‏ بجامعة ولاية واشنطن (1947-1948)، ثم عاد إلى جامعة كورنيل كأستاذ مساعد للكيمياء العضوية بمحطة جنيفا التجريبية (بالإنجليزية: Geneva Experiment Station)‏ سنة 1948. ثم أصبح أستاذاً مشاركاً بين عامي 1950 و1957 وفي خلال هذه الفترة التحق بزمالة غوغنهايم التذكارية (بالإنجليزية: Guggenheim Memorial Fellow)‏ في قسم الأحياء بمعهد كاليفورنيا للتكنولوجيا (1955-1956). وفي سنة 1958 عاد إلى إيثاكا بنيويورك ليعمل بوظيفة باحث كيميائي بمختبر النبات والتربة والتغذية الأمريكي (بالإنجليزية: U. S. Plant, Soil and Nutrition Laboratory)‏ (وهو أحد المختبرات التابعة لوزارة الزراعة الأمريكية في جامعة كورنيل) محتفظاً بموقعه الأكاديمي في الجامعة التي حمل درجة أستاذ فيها سنة 1962.
وفي عام 1964 عاد هولي إلى التفرغ للعمل كأستاذ للكيمياء الحيوية والبيولوجيا الجزيئية في جامعة كاليفورنيا، وشغل منصب رئيس القسم عامي 1965 و1966، وفي العام التالي (1966-1967) انضم هولي إلى زمالة بحثية بمعهد سولك للأبحاث الحيوية وعيادة ومؤسسة سكريبس البحثية (بالإنجليزية: Scripps Clinic and Research Foundation)‏ في لاخويا (بالإسبانية: La Jolla)‏ بولاية كاليفورنيا.
وفي سنة 1968 (ومع احتفاظه بموقعه في جامعة كورنيل) انضم إلى الهيئة البحثية الدائمة بمعهد سولك زميلاً مقيماً وأستاذاً للبيولوجيا الجزيئية من قِبل الجمعية الأمريكية للسرطان، بالإضافة إلى عمله كأستاذ ملحق (بالإنجليزية: Adjunct Professor)‏ بجامعة كاليفورنيا في سان دييغو.

### أبحاثه التي أهلته للحصول على جائزة نوبل

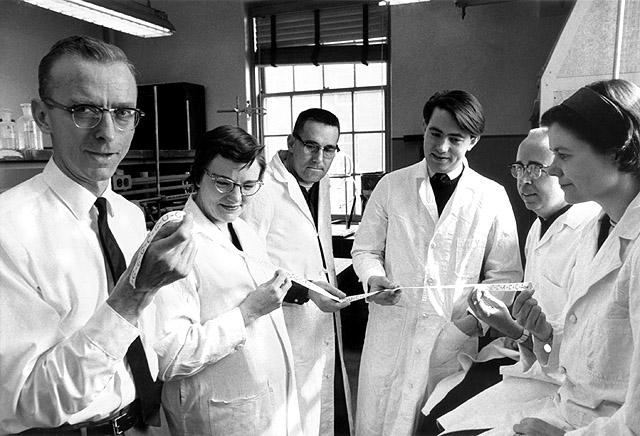
روبرت دبليو هولي ، أقصى اليسار

لم يقف التكوين العلمي لهولي ككيميائي حائلاً أمام نزعته إلى الأبحاث الحيوية، وقد أثر هذا الشغف على اختياره لمساره البحثي؛ إذ بدأ بدراسة الكيمياء العضوية للمنتجات الطبيعية، ثم بدأ ينحو تدريجيا إلى موضوعات أكثر صلة بعلم الأحياء كالأحماض الأمينية والهضميدات (الببتيدات)، و ـ لاحقاً ـ التخليق الحيوي للبروتينات، حيث اكتشف الحمض الريبي النووي الناقل للحمض الأميني "ألانين" (بالإنجليزية:  alanine transfer RNA)‏، وهو المركب الذي قضى عشر سنوات تالية في دراسته، مركزاً في البداية على عزل الحمض الريبي النووي ثم على تحديد تركيبه، حيث انتهى من تحديد تتابع النيوكليوتيدات فيه سنة 1964، وهو العمل الذي نال بسببه  جائزة نوبل في الطب. وفي مرحلة لاحقة اتجه اهتمام هولي إلى دراة العوامل التي تتحكم في انقسام الخلايا عند الثدييات.

## عضويته في الجمعيات العلمية المتخصصة
- عضو بالأكاديمية الوطنية (الأمريكية) للعلوم
- عضو بالأكاديمية الأمريكية للفنون والعلوم
- عضو بالجمعية الأمريكية للتقدم العلمي
- عضو بالجمعية الأمريكية لعلماء الكيمياء الحيوية
- عضو بالجمعية الكيميائية الأمريكية

## الجوائز والتكريمات
- جائزة ألبرت لاسكر للأبحاث الطبية الأساسية (بالإنجليزية:  Albert Lasker Award in Basic Medical Research)‏ سنة 1965
- جائزة الخدمة المتميزة من وزارة الزراعة الأمريكية سنة 1965
- جائزة مؤسسة ستيل في البيولوجيا الجزيئية من الأكاديمية الوطنية (الأمريكية) للعلوم سنة 1967

## وفاته
توفي هولي في مدينة لوس غاتوس ( بالإسبانية: Los Gatos) بولاية كاليفورنيا سنة 1993.

## وصلات خارجية
- روبرت هولي على موقع الموسوعة البريطانية (الإنجليزية)
- روبرت هولي على موقع مونزينجر (الألمانية)
- روبرت هولي على موقع إن إن دي بي (الإنجليزية)
- موقع مؤسسة نوبل (بالإنجليزية)
- Agricultural Research Service